# Ekvator
Ekvátor (tudi ravník ali rávnik) je v geografiji največji vzporednik oz. paralela na Zemljini površini, ki razdeli Zemljo na severno in južno poloblo (hemisfero). Po definiciji je zemljepisna širina ekvatorja enaka 0°. Dolžina ekvatorja je približno 40.076 km.
Ekvator poteka skozi ozemlja naslednjih držav v podanem vrstnem redu, začenši v zahodni Afriki v smeri proti vzhodu:
- Sveti Tomaž in Princ
- Gabon
- Republika Kongo
- Demokratična republika Kongo
- Uganda
- Kenija
- Somalija
- Maldivi
- Indonezija (Pini, Sumatra, Lingga, Borneo, Sulavezi, Halmahera)
- Kiribati (Gilbertovi otoki, Otočje Phoenix, Linijski otoki)
- Ekvador (ime je dobil ravno po ekvatorju) z otočjem Galápagos
- Kolumbija
- Brazilija

Ob in na ekvatorju se pojavlja tudi značilno ekvatorialno podnebje.